# 法國國家科學研究中心
法国国家科学研究中心（法語：Centre national de la recherche scientifique, CNRS）是法国最大的政府研究机构，也是欧洲最大的基础科学机构。 2016年，它雇用了31,637名员工，其中包括11,137名终身研究员，13,415名工程师和技术人员，以及7,085名合同员工。 它总部设在巴黎，并且在布鲁塞尔、北京、东京、新加坡、华盛顿特区、波恩、莫斯科、突尼斯、约翰内斯堡、智利圣地亚哥、以色列和新德里设有行政办公室。